# Вахитов, Айрат
Айра́т Вахи́тов, известный как Салма́н Булга́рский (род. 1977, г. Набережные Челны, Татарская АССР, СССР) — российский исламский проповедник, журналист, правозащитник, имам мечети Тауба (1997—1999). Автор русского перевода Корана Тафсира Ибн Касира.

## Россия до 2000 года
Родился в 1977 году в Набережных Челнах (совр. Татарстан, Россия).
Этнический татарин.
Учился в медресе «Йолдыз». Окончил Институт Арабского языка имени Абу Ханифы. Учился в Исламском университете Медины и Египте. В 1997 году стал имамом мечети «Тауба» в Набережных Челнах.
В конце 1998 года после окончания активных действий первой чеченской войны ездил в Чечню, но в боевых действиях не участвовал. По словам Вахитова, он посетил Чечню, чтобы погостить на свадьбе друзей. После свадьбы путешествовал по республике, посещал институт «Кавказ», известный ещё как тренировочный лагерь моджахедов. После беседы с руководством лагеря его задерживают по подозрению к принадлежности к ФСБ, якобы помещают в зиндан и пытают. Через некоторое время Вахитову удалось бежать из плена и вернуться на родину.
В 1999 году задерживался по делу о взрывах на улицах Гурьянова и Каширском шоссе в Москве. 1 октября Вахитова арестовывают, а затем отпускают. Из-за опасения повторного ареста Вахитов решил эмигрировать из страны.

## Афганистан
В конце 1999 года вместе со своим приятелем уехал в Таджикистан.
Через несколько месяцев, по дороге в Душанбе попал в руки Исламского движения Узбекистана.
В 2000 году Вахитов прошел боевую подготовку в одном из лагерей Исламской партии Туркестана, расположенном в Республике Таджикистан, после чего был направлен в Афганистан.
Там его арестовали по подозрению в шпионаже в пользу России и отправили в талибскую тюрьму.
В интервью французскому журналисту издания Le Monde Пьеру Люильри Вахитов так описывал ситуацию в афганской тюрьме: «В Афганистане я семь месяцев провел взаперти без света. Две ночи в неделю нас избивали до утра. Они кричали: „Признавайся, скотина, что ты агент КГБ“. На моих глазах перерезали горло моему другу Якубу. Меня подвешивали за руки и били электрическим проводом».
После вторжения США в Афганистан в 2002 году его перевели в тюрьму в Кандагаре.

## Гуантанамо
В июне 2002 года Вахитова передали американцам и перевели в тюрьму Гуантанамо (Куба). Его поместили в «оранжевую» (по цвету робы) зону тюрьмы с более жесткими условиями. На допросах американцы спрашивали его о российской армии: где служил, какими военными секретами владеет, знает ли он устройство ядерного оружия.
В деле Вахитова, опубликованном на WikiLeaks говорится следующее: «Задержанный болен туберкулёзом в скрытой форме, у него посттравматический синдром, но в целом состояние хорошее. Опасности для США или союзников в будущем не представляет. Рекомендуется передать под контроль российского правительства».
РФ требовала выдачи Вахитова с 2002 года.

## Россия с 2004 года
В конце февраля 2004 года спустя полтора года пребывания в Гуантанамо его экстрадировали в Россию. Четыре месяца провёл в тюрьме «Белый лебедь» в Пятигорске. Российские власти предъявили ему обвинения в незаконном переходе границы, наёмничестве и участии в преступном сообществе, однако за недостатком улик дело прекратили.
Принимал участие в работе Исламского Комитета Гейдара Джемаля, занимался созданием международного Фонда узников Гуантанамо. В ноябре 2005 года был гостем конференции бывших узников Гуантанамо в Лондоне, организованной правозащитниками «Amnesty international» и «Justice in exile». В 2005 году Вахитов подал иск к правительству США за пытки на базе Гуантанамо. По сообщению газеты «Коммерсантъ» юридическую поддержку Айрату Вахитову оказывает не только его американский адвокат Клифф Стэффорд Смит, но и Демпартия США.
В 2005 году Вахитов был арестован на два месяца по подозрению в причастности к терактам в Татарстане.

## Сирия-Турция
После трёх лет давления, слежки и угроз покинул Россию.
По данным VOA, Вахитов отказался от российского гражданства.
В 2007 году он выехал в Египет. Пытался устроиться с семьей и найти работу в Египте и Саудовской Аравии.
В 2010 г. был замечен в Афганистане.
В 2010 году Вахитов прошел дополнительную подготовку в лагерях террористов в пограничном районе между Афганистаном и Пакистаном, после чего он вступил в ряды «Булгарского джамаата». В ноябре 2015 года «Вашингтон пост» назвала «Булгарский джаамат» «ответвлением Аль-Каиды».
В 2011 году нашел убежище в Турции.
В конце 2012 года часть членов «Джамаата» под руководством Вахитова выехала в Сирийскую Арабскую Республику, где они присоединились к Фронту в защиту народа Леванта «Ан-Нусра», сформировав в его составе так называемую «Булгарскую группу».
Во время гражданской войны в Сирии Вахитов якобы с гуманитарной целью посещал эту страну. Однако в переписке с журналисткой Тоней Самсоновой Вахитов признавался «в прошлом году мы воевали близ международного аэропорта Алеппо» и т. д..
В 2011 году видеолекции Вахитова «39 способов помощи джихаду» и «Закаат» были признаны экстремистскими. СМИ сообщали, что Вахитов не только отправился воевать в Сирию против «режима неверного Асада», но и вербовал «шахидов» на территории России.
Вахитова называли участником группировки «Джейш-аль-Мухаджирин валь-Ансар», но сам он отрицал связь с ней.
Из-за своей отрицательной позиции к деятельности ИГИЛ регулярно получал угрозы от фанатов этой группировки. Его аккаунты в соцсетях[какие?] подвергались атакам ботов.
С января 2015 года состоит в «Союзе чести», который базируется в Турции и объединяет представителей всех «мусульманских школ и толков» салафитского ислама. Член Ассоциации мухаджиров (беженцев) в Турции.
В 2015 году после уничтожения российского Су-24 в Сирии Вахитов заявил, что «сбитый Су-24 должен был послужить пощёчиной, призванной привести Россию в чувство».
В начале июля 2016 года СМИ сообщили о задержании Вахитова по подозрению в причастности к атакам в аэропорту Ататюрка. По словам Вахитова, причиной задержания стал вопрос о проверке его статуса. Позднее он был выпущен.
В середине июля 2016 года США включили Вахитова в список террористов. К Вахитову применилась формулировка «иностранный боевик из российского Татарстана, воюющий в Сирии» и «вербующий через интернет боевиков для их переброски в Сирию».
В августе 2016 года ЕС включил Вахитова в свой санкционный список.
В октябре 2016 года и повторно в марте 2019 года Вахитов включён в перечень террористов и экстремистов Росфинмониторинга.
В 2017 году российский суд принял заочное решение об аресте Айрата Вахитова.
Занимался переводом на русский язык Тафсира Ибн Касира. Никаких гонораров за перевод не получает. Из-за плохого финансового положение в перерывах между переводами ему порой приходится работать на стройке.

## Личная жизнь
Мать зовут Амина Ибрагимовна или Амина-ханум. Женат, имеет несколько детей.
Знает множество[каких?] языков, включая арабский, английский и турецкий.